# Alexei Pawlowitsch Fedtschenko
Alexei Pawlowitsch Fedtschenko (russisch Алексей Павлович Федченко; * 7.jul. / 19. Februar 1844greg. in Irkutsk; † 3.jul. / 15. September 1873greg. bei Chamonix) war ein russischer Naturwissenschaftler und Forschungsreisender in Zentralasien. Sein offizielles botanisches Autorenkürzel lautet „A.Fedtsch.“.

## Leben und Reisen
Nach dem Besuch des Gymnasiums in Irkutsk studierte Fedtschenko bis 1864 an der Moskauer Universität. Während des Studiums und in den Folgejahren beschäftigte er sich mit Zoologie (hauptsächlich Entomologie), Botanik, Anthropologie und Ethnografie und legte dazu umfangreiche Sammlungen an.
1867 reiste Fedtschenko nach Finnland und Schweden, 1868 nach Österreich und Italien, wo er unter Leitung Rudolf Leuckarts in Neapel tätig war.
In den Jahren 1868–1871 führte Fedtschenko mehrere Expeditionen nach Turkestan durch: so 1869 in das Serafschantal, 1870 an den See Iskanderkul und den Oberlauf des Serafschan, 1871 die Wüste Kysylkum und als erster russischer Reisender das Alaital, welches das Alaigebirge von der Transalaikette des Pamir trennt. Er „entdeckte“ den höchsten Gipfel des Transalai, dem er nach dem Generalgouverneur von Turkestan Konstantin Petrowitsch (von) Kaufmann den Namen Pik Kaufmann gab (1928 in Pik Lenin umbenannt).
1872 reiste Alexei Fedtschenko mit dem Ziel der Bearbeitung der aus Turkestan mitgebrachten Materialien nach Westeuropa. Er hielt sich an den Universitäten von Leipzig (wiederum bei Rudolf Leuckart), Universität Heidelberg und Universität Luzern auf und führte in den Alpen Studien zum Vergleich der dortigen Gletscher mit jenen in Turkestan durch.
Im September 1873 starb Fedtschenko im Alter von nur 29 Jahren beim Begehen eines Mont-Blanc-Gletschers bei Chamonix, als er mit seinen zwei Begleitern am Col du Géant in einen Sturm geriet.
Seit 1867 war Fedtschenko mit der Botanikerin Olga Alexandrowna Fedtschenko, geb. Armfeld (Ольга Александровна Армфельд, 1845–1921) verheiratet, die ihn in Folge auf seinen Reisen und Expeditionen begleitete und nach seinem Tode u. a. an der Herausgabe seiner Schriften beteiligt war.
Nach Alexei Fedtschenko ist der Fedtschenkogletscher im Pamir, mit 77 km der längste außerpolare Talgletscher der Erde benannt. Der 1978 entdeckte Asteroid des äußeren Hauptgürtels (3195) Fedchenko ist nach ihm, seiner Frau und ihrem Sohn benannt.

## Werke
Die überarbeiteten wichtigsten Werke Fedtschenkos wurden nach seinem Tode unter dem Titel Reise nach Turkestan von A.P. Fedtschenko (Путешествие в Туркестан А. П. Федченко) in fünf Bänden der Mitteilungen der Gesellschaft der Liebhaber der Naturkunde (Известия общества любителей естествознания;1872–1877, Neuauflage 1950) herausgegeben.